# ザール (シャー・ナーメ)

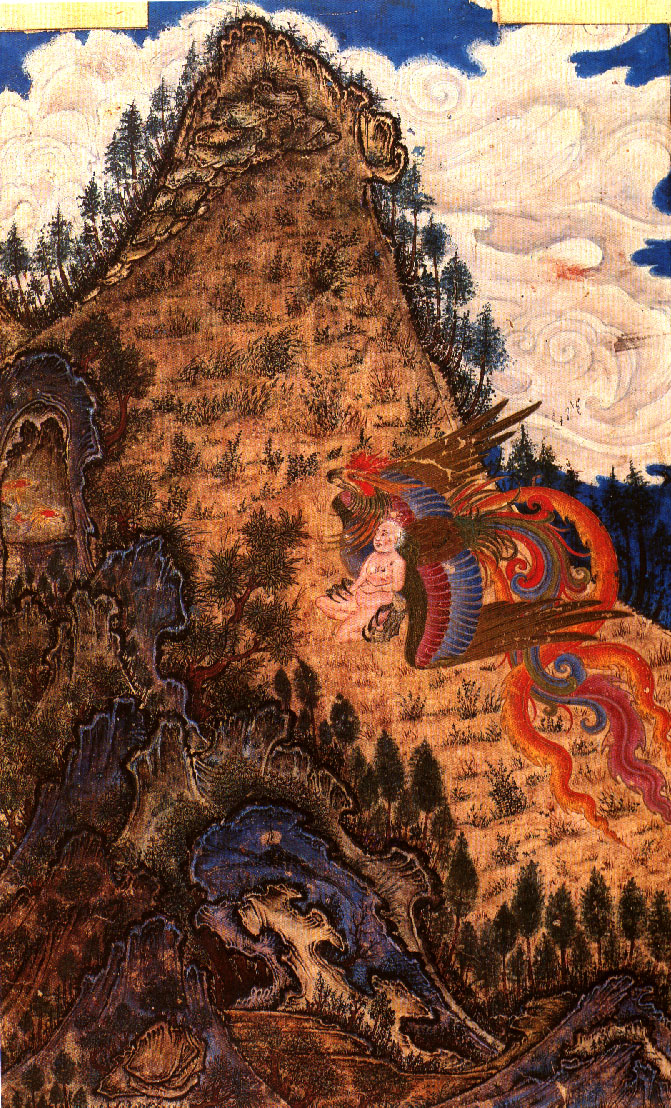
捨て子のザールを巣に運ぶスィーモルグ

ザール（Zal、ペルシア語：زال ）は、ペルシアの叙事詩『シャー・ナーメ』に登場する英雄。生まれたときから白髪だったので、「ザール・ザル」（白髪のザール）と呼ばれる。名門であるナリーマン（ナリーマーン）家の出身で、父親はサーム。霊鳥スィーモルグ（スィームルグ）によって養育されたため、英雄の血を引きながらも、魔の系譜にも属する。なお、彼の息子のロスタムはペルシア最大の英雄の一人である。

## 解説

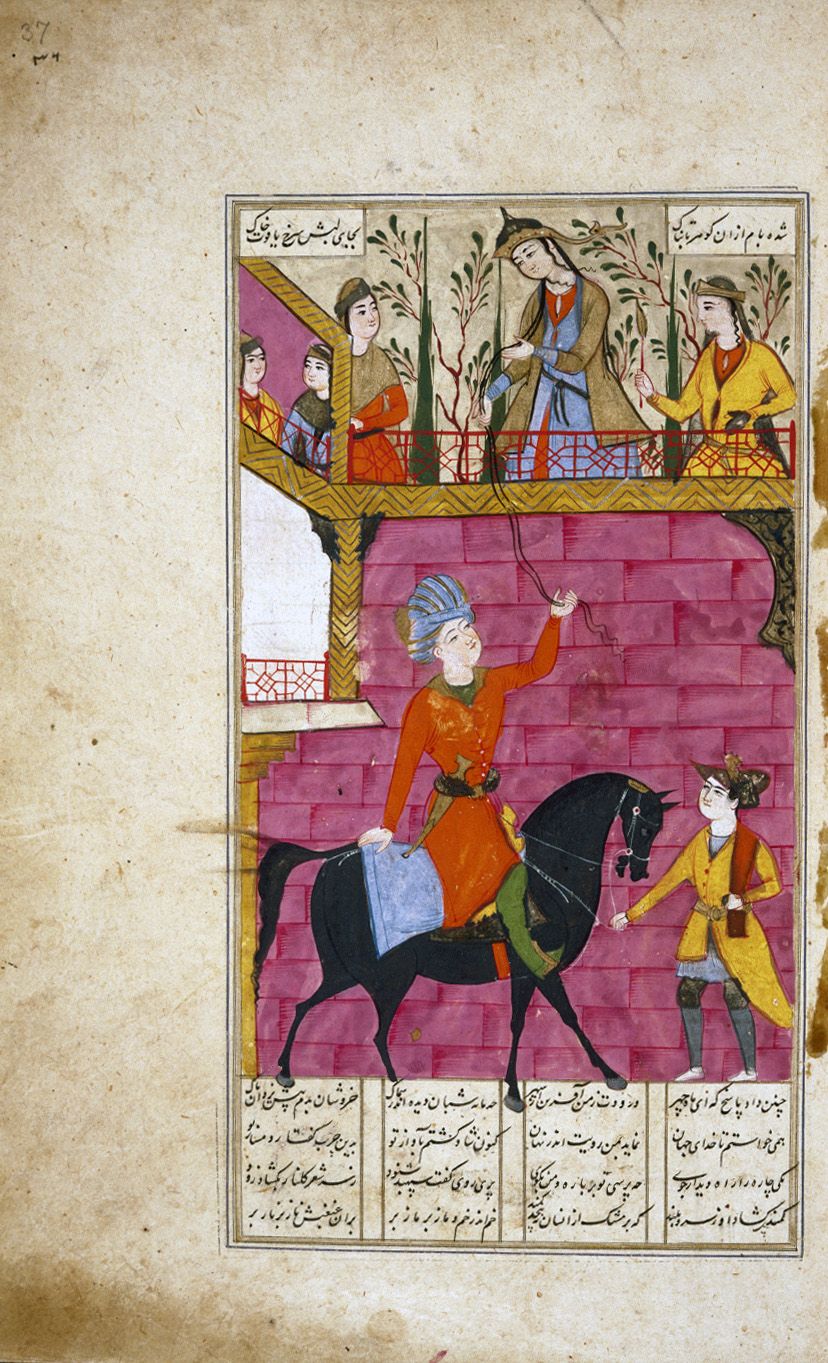
ザールとルーダーベの出会い

武将サームと後宮の女性との間に生まれる。赤い頬をした美しい赤ん坊だったが、瞳は黒かったものの髪も体毛も白く、この特異な外見を恥じた父サームによってエルブルズ山に捨てられる。しかし、捨て子を哀れんだ霊鳥スィーモルグに保護されて雛と共に育てられる。スィーモルグからダスターン・エ・ザンド（大いなる策略）の名を与えられ、言葉や知識も教えられて、立派な青年へと成長する。やがて、自身の行いを悔いたサームは、スィーモルグの巣に不思議な青年が居るという噂を聞くと、息子だと悟って会いに行く。これに気付いたスィーモルグは、自分の羽根の一本をお守りとして与えると、彼をサームの元へ送り届けた。このとき、サームは息子にザール・ザル（ザール・エ・ザルとも。「白髪のザール」の意）の名前を与え、以後、ザールのどんな願いも聞き届けることを誓う。
ザールはカブールを訪れた時、ルーダーベ姫に恋をする。ルーダーベ姫は蛇王ザッハークの曾孫にあたる人物であったため、周囲の反対と試練を乗り越えなければならないことになる。ザールは司教らを論破し、また武芸を披露する。特に反対していたサームについてはザールを迎える際、「ザールのどんな願いも聞き届ける」と誓ったこと、またマヌーチェフル（マヌーチフル）王も、サームからの手紙と、ザールとルーダーベ姫の間に生まれる子供がイランを幾度も救う英雄となるという占いを聞き、最終的にはザールの結婚に賛成することになった。ザールとルーダーベの結婚を祝う盛大な宴の後、サームは自身が治めてきた王国をザールに譲った。

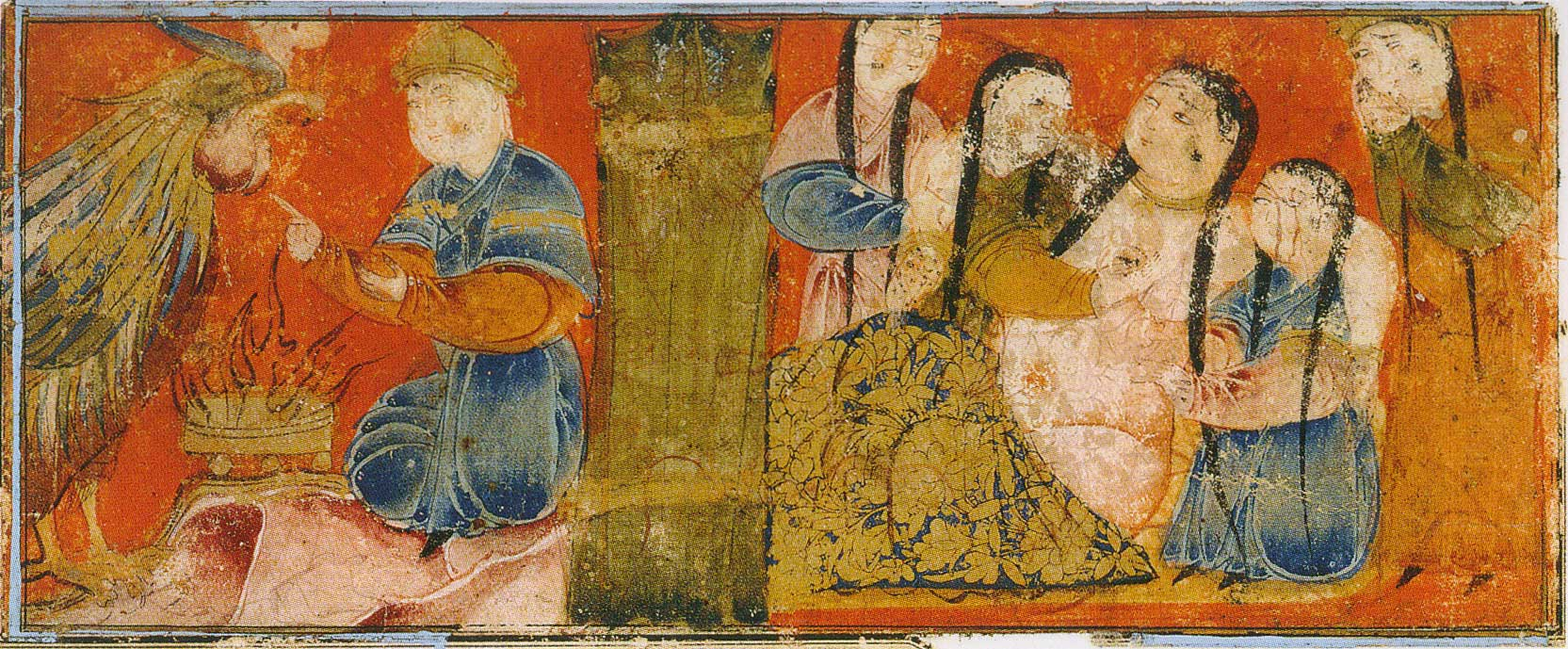
ルーダーベの出産を助けるべく、スィーモルグがザールに助言する

やがて、ザールの妻ルーダーベは懐妊するが、胎児が成長しすぎてひどい難産で母子ともに危険な状況となった。ザールは育ての親である霊鳥スィーモルグに助けを求めるべく、以前与えられた羽根を用いた。すぐにスィーモルグが現れて、母親を酒で酩酊させてその腹を切り、赤子を取り出した後に自分が教える霊薬を傷口に塗るべしとの助言を与える。これがペルシア初の帝王切開であった。のち、ロスタムと名づけられた赤子は大英雄と成長していくことになる。この後、ザールは息子であるロスタムを助けたりする役回りでも活躍する。
ザールの晩年は決して幸福なものではなかった。女奴隷に生ませた子で、ロスタムの異母弟に当たるシャガードがロスタムを殺害してしまったことから、最愛の息子を失ったルーダーベは一時乱心してしまう。また、イランの国王が代替わりし、かつてロスタムが争って殺したイスファンディヤールの遺児バフマンが即位すると、ザールは捕らえられ、孫のファラーマルズは殺害されることとなる。
こうして、「ザール・ロスタム」の英雄の時代が終わると、『シャー・ナーメ』は歴史の時代、すなわちサーサーン朝歴代の王の去就を語っていく。

### 注釈

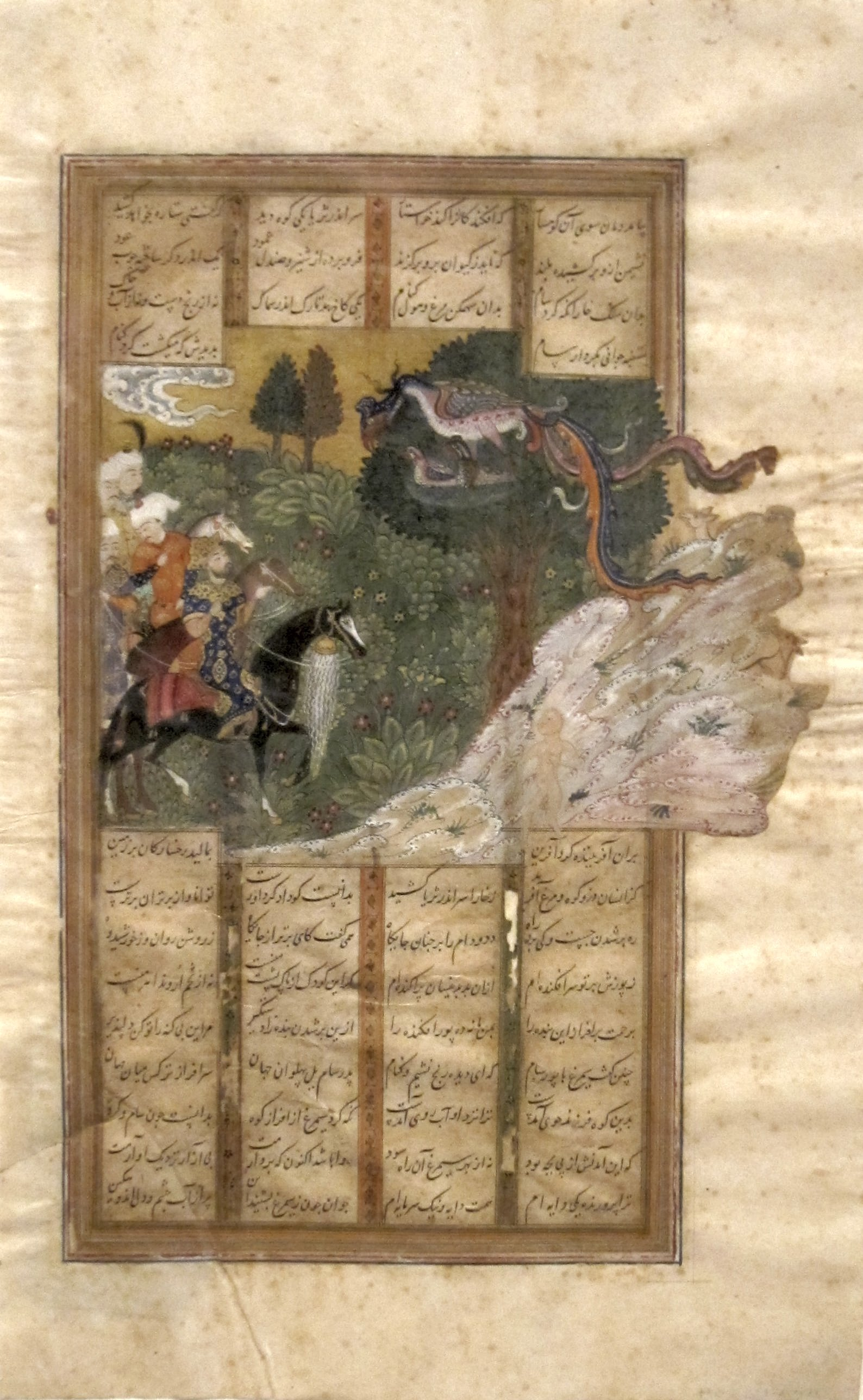
16世紀に描かれた、ザールとスィーモルグ